# Jagielonsko sveučilište
Jagielonsko sveučilište (polj. Uniwersytet Jagielloński, Universitas Jagellonica Cracoviensis) je sveučilište u poljskom gradu Krakovu.
Utemeljio ga je poljski kralj Kazimir III. Veliki 1364. godine. Najstarije je sveučilište u Poljskoj, drugo najstarije u Srednjoj Europi i jednim je od najstarijih sveučilišta na svijetu.
1817. je promijenilo ime u Jagielonsko sveučilište u spomen na poljsku dinastiju Jagelovića, čime se oživilo krakovsko sveučilište nakon što je bilo u teškom razdoblju. 2006. je The Times Higher Education Supplement rangirao ovo sveučilište najboljim poljskim sveučilištem

## Fakulteti
Jagielonsko sveučilište obuhvaća 15 fakulteta:
- pravo i adminstraciju
- medicinu
- ljekarništvo i medicinsku analizu
- zdravstvenu njegu
- filozofiju
- povijest
- filolgiju
- poljski jezik i književnost
- fiziku, astronomiju i primijenjenu računalnu znanost
- matematiku i informatiku
- kemiju
- biologiju i zemaljske znanosti
- menedžment i društvenu komunikaciju
- međunarodne i političke studije
- biokemiju, biofiziku i biotehnologiju

## Vanjske poveznice
- Službene stranice
- Panoramski pogled